# Paternus z Avranches
Svatý Paternus z Avranches († asi 565) byl biskupem. V katolické církvi je uctíván jako světec.

## Život
Ze života sv. Paterna je toho známo poměrně málo. Původně byl mnichem a šířil křesťanskou víru v Británii. Ve svých sedmdesáti letech se stal biskupem v Abrincens. Závěr svého života prožil opět v mnišské komunitě. Po smrti byl prohlášen za svatého. V katolické církvi je připomínán 15. dubna.
Je patronem diecéze Vannes (Francie).